# Селена Монді-Мілнер
Селена Монді-Мілнер (англ. Celena Mondie-Milner; нар. 6 серпня 1968) — американська легкоатлетка, яка спеціалізувалася на бігу на короткі дистанції.

## Спортивні досягнення
Чемпіонка світу з естафетного бігу 4×100 метрів (1995). Учасниця змагань з бігу на 100 та 200 метрів на чемпіонаті світу (1995), де зупинилась на стадіях попередніх забігів.
Учасниця змагань з бігу на 200 метрів на чемпіонатів світу в приміщенні (1991), де зупинилась на півфінальній стадії.
Була 4-ю в естафетному бігу 4×400 метрів на Кубку світу (1989).
Чемпіонка Універсіади з естафетного бігу 4×400 метрів (1989).
Бронзова призерка чемпіонатів США з бігу на 100 метрів (1995), 200 метрів (1995) та 400 метрів (1989).